# Khia
Khia Chambers znana jako Thugmisses – amerykańska piosenkarka, raperka, producentka i pisarka. 
Artystka wydała 3 albumy, które w samych Stanach Zjednoczonych sprzedały się w ponad milionowym nakładzie. Gościnnie wystąpiła w utworze So excited Janet Jackson (#1 na liście Billboard Hot Dance). W swoich utworach opisuje wizję życia i spełnienia (często seksualnego) ze strony wyzwolonej, świadomej swej wartości kobiety. Aktualnie jest w trakcie nagrywania nowego albumu oraz pisania książki. Zaczęła również pracować jako dziennikarka – prowadzi rubrykę w czasopiśmie Hood. Artystka ma dwoje dzieci, jest rozwiedziona. Później jej partnerem był raper Lil Wayne. W kwietniu Khia rozpoczęła karierę telewizyjna w show Miss Rap Supreme na VH1. Trzeci album artystki zatytułowany Nasti Muzik, promowany przez piosenki What They Do i Be Your Lady ukazał się 22 lipca.

## Dyskografia

### Albumy
- 2002 - Thug Misses
- 2006 - Gangstress
- 2008 - Nasti Muzik
- 2010 - Motor Mouf A.K.A. Khia Shamone

### Mikstejpy
- 2006 - All Hail the Queen: Hit 'Em Up Mixtape
- 2008 - The Boss Lady
- 2008 - Street Respect

## Single
| Rok  | Single                                      | Pozycje na listach | Pozycje na listach | Pozycje na listach | Pozycje na listach | Pozycje na listach | Pozycje na listach | Pozycje na listach | Pozycje na listach | Pozycje na listach | Album       |
| Rok  | Single                                      | U.S.               | U.S. R&B           | U.S. rap           | UK                 | AUS                | IRE                | GER                | SPA                | FIN                | Album       |
| ---- | ------------------------------------------- | ------------------ | ------------------ | ------------------ | ------------------ | ------------------ | ------------------ | ------------------ | ------------------ | ------------------ | ----------- |
| 2002 | „My Neck, My Back (Lick It)”                | 42                 | 2                  | 12                 | 4                  | 12                 | 20                 | 29                 | –                  | –                  | Thug Misses |
| 2002 | „You my girl”                               | –                  | 69                 | –                  | –                  | 6                  | –                  | –                  | –                  | –                  | Thug Misses |
| 2002 | „The K-Wang"                                | –                  | –                  | –                  | –                  | 56                 | –                  | –                  | –                  | –                  | Thug Misses |
| 2006 | „Snatch the Cat Back”                       | –                  | 67                 | –                  | –                  | –                  | –                  | –                  | –                  | –                  | Gangstress  |
| 2006 | „For the Love of Money”                     | –                  | –                  | –                  | –                  | –                  | –                  | –                  | –                  | –                  | Gangstress  |
| 2006 | „So Excited” (Janet Jackson featuring Khia) | 90                 | 18                 | –                  | –                  | 12                 | –                  | –                  | 6                  | 9                  | 20 Y.O.     |
| 2008 | „What They Do” (featuring Gucci Mane)       | TBR                | TBR                | TBR                | TBR                | TBR                | TBR                | TBR                | TBR                | TBR                | Nasti Muzik |
| 2008 | „Be Your Lady”                              | TBR                | TBR                | TBR                | TBR                | TBR                | TBR                | TBR                | TBR                | TBR                | Nasti Muzik |

## Single promocyjne
- Hit her up part 1 (Trina Diss)
- Hater Walk
- Lollipop (remix)

## Współpraca
| Year | Piosenka                                 | Album                                  |
| ---- | ---------------------------------------- | -------------------------------------- |
| 2002 | „My Neck, My Back”                       | Dark Angel O.S.T                       |
| 2004 | „J.O.D.D.” (Trick Daddy feat. Khia)      | Thug Matrimony: Married to the Streets |
| 2005 | „Badesong” (DJ Tomekk feat. Khia & Sido) | Numma Eyns                             |
| 2005 | „Imm Club” (DJ Tomekk feat. Khia)        | Numma Eyns                             |
| 2006 | „So Excited” (Janet Jackson feat. Khia)  | 20 Y.O.                                |